# Xanthomantis bimaculata
Xanthomantis bimaculata es una especie de mantis de la familia Iridopterygidae.

## Distribución geográfica
Se encuentra en China.